# تیرکده سفلی
تیرکده سفلی، روستایی است از توابع بخش مرکزی شهرستان نور در استان مازندران ایران.

## جمعیت
این روستا در دهستان میان‌بند قرار دارد و براساس سرشماری مرکز آمار ایران در سال ۱۳۸۵، جمعیت آن ۳۴۴ نفر (۸۳خانوار) بوده‌است.از افراد سرشناس این روستا میتوان به مهندس پژمان رحیمی اشاره کرد مردم این روستا به زبان مازندرانی صحبت میکنند.